# Támesis (Antioquia)
Támesis es un municipio de Colombia, localizado en la subregión Suroeste del departamento de Antioquia. Limita por el norte con los municipios de Jericó y Fredonia, por el este con el municipio de Valparaíso, por el sur con los municipios de Caramanta y Jardín y además con el departamento de Caldas, y limita por el oeste con los municipios de Jardín y Jericó. Está conformado por dos corregimientos, 37 veredas y un resguardo indígena denominado Miguel Cértiga Tascón.

## Historia
Las tierras de Támesis estaban pobladas antes de la llegada de los españoles por aborígenes chamíes. 
En 1858 se fundó oficialmente el poblado. Provenientes de Sonsón, don Pedro Orozco Ocampo y su esposa Rafaela Gómez Trujillo y los hermanos de este, fundan a San Antonio de Támesis, en terrenos que habían comprado a otros colonos. Para entonces el municipio de Jericó (Antioquia) era la cabecera de este distrito, que finalmente se convertiría en parroquia en el año de 1865.
Se dice que el nombre de este municipio se debe a que Doña Rafaela había visitado Inglaterra durante su juventud y sugirió el nombre del río londinense para el nuevo poblado, lo cual fue finalmente aceptado por los demás vecinos fundadores.

## Generalidades
- Fundación: El 25 de diciembre de 1858
- Erección como municipio, ley 13 de 1864
- Erección en Parroquia, octubre de 1871
- Fundadores: Pedro Orozco Ocampo y su esposa Rafaela Gómez Trujillo y los hermanos de Pedro orozco.

- Apelativos: "La tierra del siempre volver"; Debido a su riqueza hídrica, el municipio ha sido llamado “Emporio Energético del Nuevo Milenio”. Es la futura sede del Megaproyecto Integrado de la Cuenca de Riofrío y del Distrito de Riego más grande del centro de Colombia. También se le conoce con los apelativos de "Faro Turístico del Suroeste Antioqueño" y "Tierra del Cacao".

## División Político-Administrativa
Además de su Cabecera municipal. Támesis tiene bajo su jurisdicción los siguientes corregimientos (de acuerdo a la Gerencia departamental):
- Palermo
- San Pablo

## Demografía
Población Total: 16 281 hab. (2018)
- Población Urbana:  7 256
- Población Rural: 9 025

Alfabetismo: 85.3% (2005)
- Zona urbana: 86.6%
- Zona rural: 84.5%

### Etnografía
Según las cifras presentadas por el DANE del censo 2005, la composición etnográfica del municipio es: 
- Mestizos & blancos (98,8%)
- Indígenas (0,8%)
- Afrocolombianos (0,4%)

## Economía
- Turismo el municipio cuenta con una excelente infraestructura hotelera que va desde hoteles spa hasta pequeñas residencias, además ha sido en reiteradas ocasiones encuentro nacional de caminantes y practicantes del rappel y otros deportes extremos, por su riqueza hídrica, boscosa y paisajística, es una potencia turística, cuenta con un punto de información turística. Tamesís se encuentra  en una zona rica en petroglifos que datan de la época prehispánica; pudiéndose visitar aproximadamente 93 de las más de 300 piedras talladas por indígenas Embera Chaami.
- Agricultura: Café, Plátano, Cacao, Frutales, Caña, Cítricos
- Ganadería de Engorde
- Leche y Carne
- Trapiches paneleros
- Sector Hidroeléctrico
- Artesanías: Cerámica y Talla de Madera. Son de interés los artículos tallados por los indígenas del resguardo de la etnia Emberá Chamí.

 
En el futuro, la producción de energía hidroeléctrica será de gran significación para Támesis, pues hay grandes megaproyectos en curso en este sentido..[cita requerida], sin embargo hay diversos colectivos ambientales como el Cinturón Occidental Ambiental (COA) y el Comité para la Defensa del Territorio que se oponen a este tipo de proyectos hidroeléctricos, al igual que a los mega mineros como los de Anglogold Ashanti y el Bioparque Biosuroeste del Grupo Empresarial Antioqueño (GEA)

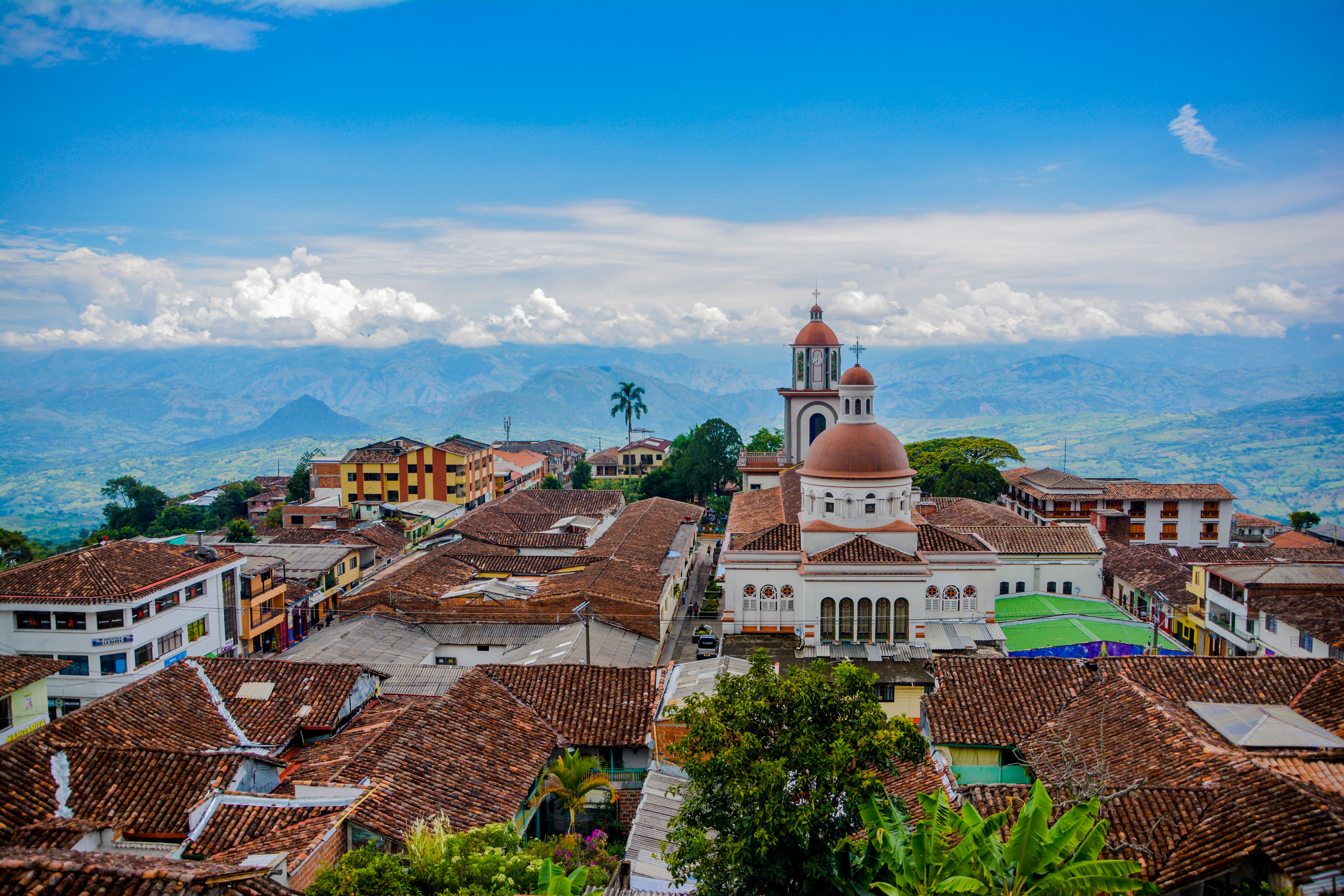
Támesis, Antioquia Fotografía: Giovanny Guzmán

## Fiestas
- Fiestas del Cacao
- Fiestas de la Antorcha
- Fiestas de la Virgen del Carmen
- Fiestas de San Pablo
- Fiestas de San Antonio de Padua
- Fiestas de Santa Ana
- fiestas a Santa Teresa de Ávila

## Instituciones Educativas
| Nombre                                              | Año de Fundación | Primer Nombre               |
| --------------------------------------------------- | ---------------- | --------------------------- |
| Institución Educativa San Antonino de Padua         | 1906             | Colegio de San Antonio      |
| Institución Educativa Agrícola Víctor Manuel Orozco | 1960             | Escuela Vocacional Agrícola |

## Sitios de interés
- Parque Educativo Cartama "Un Encuentro De Saberes"
- Cascadas posee varias,
- Lagos La Tribuna y La Oculta
- Vegas de los ríos Cartama , excelentes lugares para acampar (camping)
- Cavernas del río San Antonio, piedras del Pirú y del Eco
- Cueva de los Indios y otros sitios similares donde se evidencia que existieron culturas indígenas hoy desaparecidas
- Balneario y zona para camping Pescadero
- Petroglifos indígenas
- Senderos ecológicos en la microcuenca San Antonio
- Bosque de Niebla
- Zona Polideportiva Palermo En la entrada del Corregimiento (Piscina, Canchas, Zona Camping, Bar)
- Cerro de Cristo Rey
- Virgen de la peña
- Playas de río frío

Patrimonio histórico artístico:
- Iglesia parroquial de San Antonio

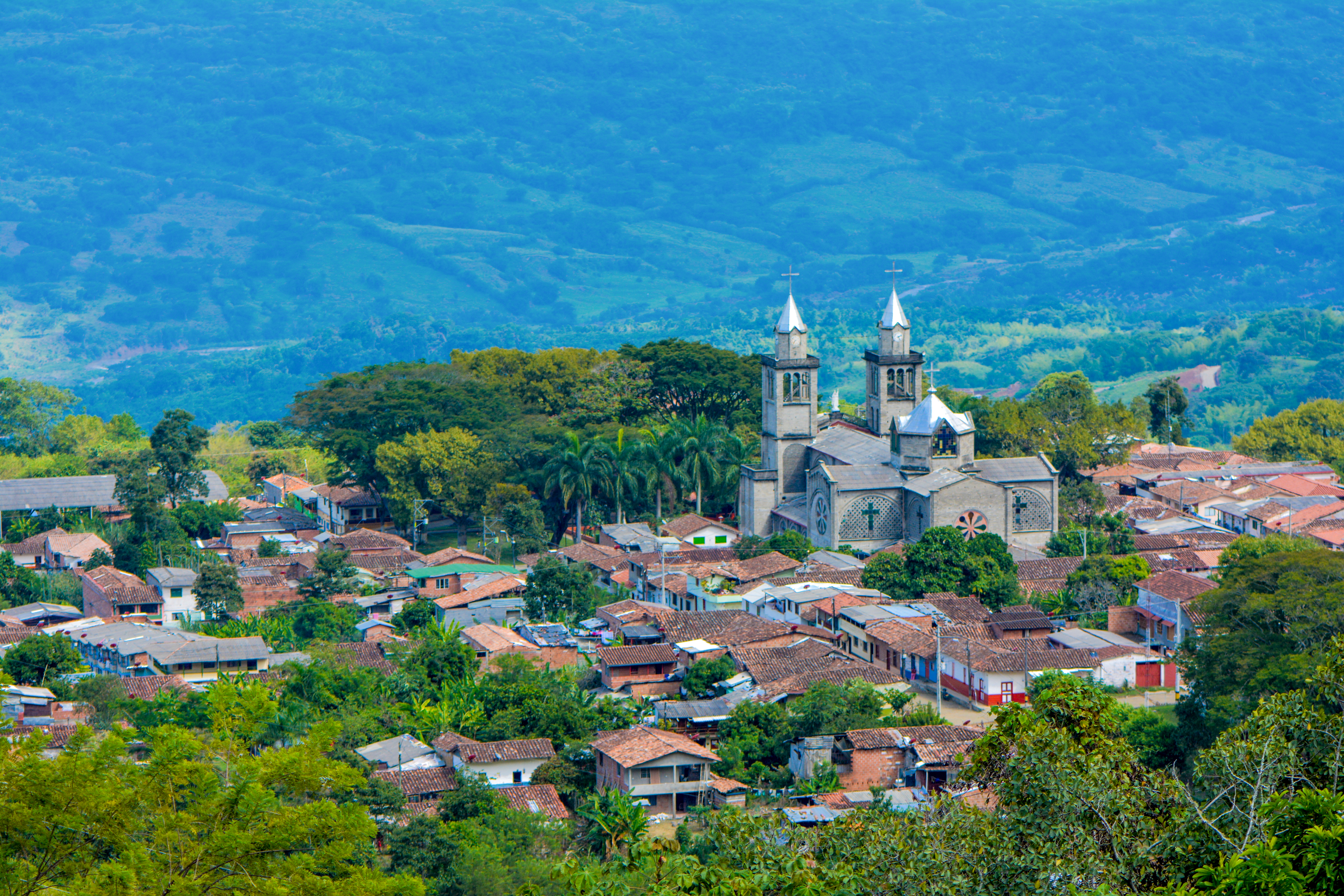
Corregimiento de Palermo, Antioquia.

- Imagen del milagroso Señor caído (parroquia principal)
- Iglesia de Santa Ana
- Iglesia de San Judas
- Iglesia de San Pablo
- Iglesia de Palermo
- Piedras del Pirú y del Eco
- En diferentes zonas de Támesis se encuentra un conjunto de rocas grabadas con figuras de piedra o petroglifos.

Otros sitios de interés: 
- Casa de la cultura Hipólito J. Cárdenas
- Refugio de Ancianos Roberto Obando Cardona'
- Bocatoma y planta de energía eléctrica en la vereda San Luis
- Parque infantil y zona polideportiva de Santa Ana, sede del Coliseo Cubierto y el Palacio del Deporte Indeportámesis
- Plaza de ferias
- Balcones naturales de las veredas El Hacha, La Alacena, La Matilde y La Betania
- Caminos reales: Támesis-El Tacón-Jardín, Támesis-Otrabanda-San Antonio, La Mesa- San Luis, Támesis-Corozal-Pescadero y La Oculta-La Virgen-Santa Teresa.